# 戸田忠禄
戸田 忠禄（とだ ただとみ）は、下野足利藩の第6代藩主。宇都宮藩戸田家分家6代。
寛政9年（1797年）5月19日、第5代藩主・戸田忠喬の三男として生まれる。兄で世子の忠居は病弱だったため、文化13年（1816年）3月に廃嫡となり、代わって忠禄が世子に指名された。12月16日に従五位下・長門守に叙位・任官する。文政4年（1821年）4月7日、父の隠居により家督を譲られる。
弘化4年（1847年）9月20日に死去した。享年51。四男の忠行は忠禄の死後に生まれたため、家督は婿養子の忠文が継いだ。

## 系譜
父母
- 戸田忠喬（父）
- 永持氏 ー 側室（母）

正室
- 貴 ー 本多康完の娘

側室
- 綱嶋氏

子女
- 戸田忠行（四男）生母は綱嶋氏（側室）
- 戸田忠文正室、生母は綱嶋氏（側室）

養子
- 戸田忠文 ー 戸田忠温の四男